# Frontera entre Guinea y Senegal

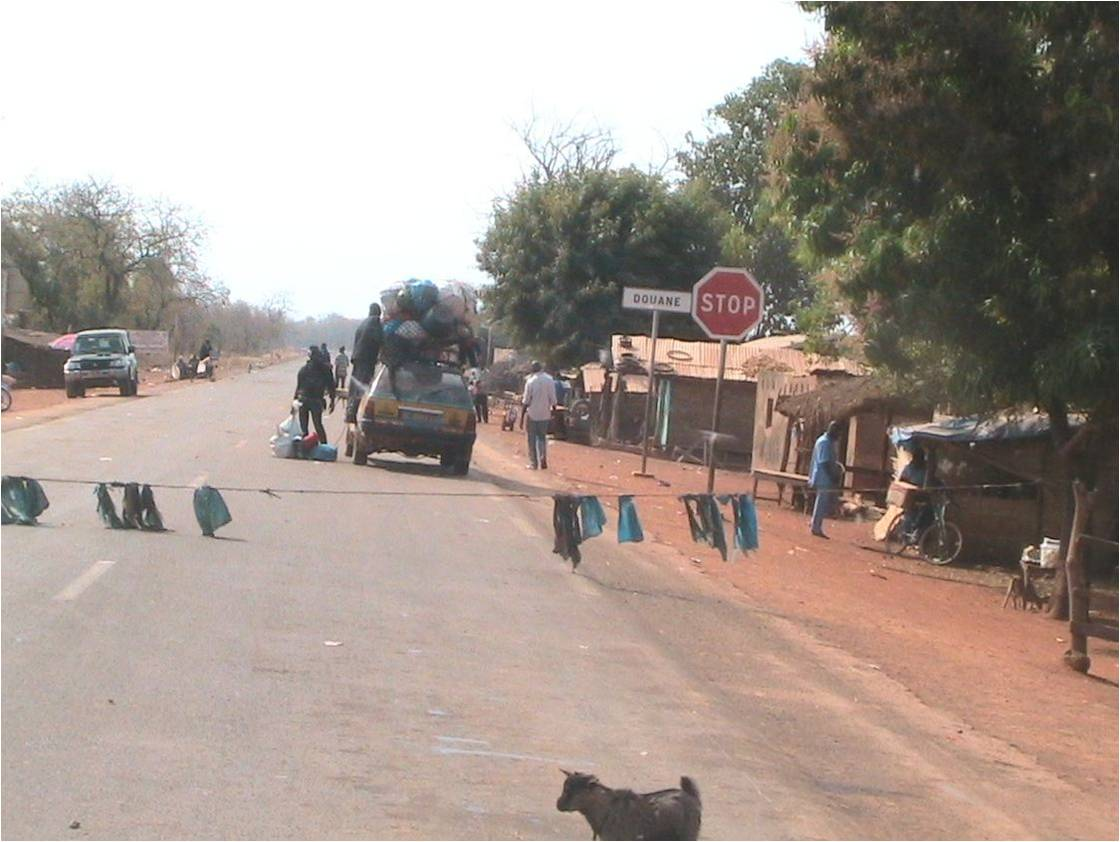
Puesto fronterizo en Koundara.

La frontera entre Guinea y Senegal es la línea fronteriza de trazado este-oeste que separa el noroeste de Guinea del sudeste de Senegal en África Occidental, separando las regiones guineanas de Labé y Boké de las regiones senegalesas de Kédougou, Tambacounda y Kolda. Tiene 330 km de longitud. Se extiende entre el trifinio Senegal-Guinea-Malí al este hasta el trifinio entre ambos países con Guinea-Bisáu.
La frontera entre estos países fue definida con la independencia de estas dos colonias francesas en 1958. Entre 1959 y 1960, cuando Senegal y Malí formaron juntos un único país, la Federación de Malí, formó una frontera más larga con la Guinea hacia el este. Esta frontera tenía un trifinio al nordeste con Costa de Marfil.